# Misodendrum gayanum
Misodendrum gayanum là một loài thực vật có hoa trong họ Misodendraceae. Loài này được Tiegh. mô tả khoa học đầu tiên năm 1896.